# Pavoraja umbrosa
Pavoraja umbrosa és una espècie de peix de la família dels raids i de l'ordre dels raïformes.

## Morfologia
- Els mascles poden assolir 36,9 cm de longitud total.[4]

## Hàbitat
És un peix marí, de clima tropical i demersal que viu entre 360-731 m de fondària.

## Distribució geogràfica
Es troba a l'oceà Pacífic occidental: Austràlia.

## Observacions
És inofensiu per als humans.